# Гетто в Чечельнике
Гетто в Чечельнике (июль 1941 — март 1944 годов) — место принудительного переселения и содержания евреев местечка Чечельник и близлежащих населённых пунктов и евреев из Румынии в процессе преследования и уничтожения евреев во время оккупации территории Украины войсками нацистской Германии и Румынии в период Второй мировой войны.

## Создание гетто
Чечельник (в 1795—1812 годах назывался Ольгополь), посёлок, ныне районный центр Винницкой области, до 1923 года — местечко Ольгопольского уезда Подольской губернии.
По состоянию на 1939 год в местечке проживало 1327 евреев (66 % населения). 24 июля 1941 года Красная армия оставила местечко. До оккупации Чечельника вермахтом евреи-мужчины были призваны в ряды РККА, несколько десятков еврейских семей успели эвакуироваться из села.
В начале августа 1941 года фашисты собрали всё еврейское население на центральной площади местечка. Бывшая жительница Чечельника Рива Каплан вспоминала:

Русские полицаи растолковали людям, что «паны немцы» собирают евреев. Мама нам сказала: «Пойдёмте и мы. И не бойтесь. Что со всеми будет, то будет и с нами». Так мы оказались на площади в большой толпе, окружённой со всех сторон солдатами-румынами. Из толпы солдаты и полицаи отобрали мужчин и сказали, что они пойдут куда-то работать. Женщины с детьми и старые люди остались стоять на месте и ждали. Приказано было всем лечь. В толпе заплакали, родные стали прощаться друг с другом, кто-то молился… В это время из-за угла выехал немецкий мотоциклист и спросил у наших стражников-палачей, что, мол, здесь происходит. Ему ответили, что людей собрали для того, чтобы отправить на работу. Он удивился: «Ещё только шесть утра. Что это за срочная работа у вас нашлась для детей и женщин? Снять караул!» И нас отпустили по домам. Потом все говорили, что тот мотоциклист был переодетым партизаном…
По мнению многих бывших узников гетто, своё чудесное спасение евреи связывали с личностью действовавшего в этих местах легендарного партизана Калашникова, якобы появившегося вдруг переодетым в немецкую форму. По другой версии, легендарным спасителем евреев был переодетый в форму высокопоставленного немецкого офицера партизан Подгаецкий. Согласно третьей версии, в местечко в это время прибыл кто-то из представителей румынского оккупационного командования и было решено организовать еврейское гетто.
По договору с Германией Румыния получила земли между реками Днестр и Южный Буг, румыны назвали эту территорию «Транснистрия» (Заднестровье). Румынские оккупационные войска приказали всем евреям носить на одежде жёлтую шестиконечную звезду и переехать в гетто, которое было организовано на территории современных улиц М. Калинина, Октябрьской и К. Маркса. В нём разместилось около 1000 евреев Чечельника, а также евреи из деревень Чечельницкого района. С 1939 года в местечке находились также 10 еврейских семей бежавших из Польши. Осенью 1941 года в гетто прибыло более тысячи евреев, депортированных из Бессарабии и Буковины. Некоторых из них сумели взять с собой драгоценности. Их в виде взятки, давали представителям румынской администрации, и тем самым нередко спасали всех обитателей гетто.
В погромах еврейских домов принимали участие и местные жители.

## Условия в гетто
Гетто в Чечельнике было открытого типа. Тем не менее за выход из гетто грозил расстрел. Его охраняли украинские полицейские. Несмотря на это, многие шли в прилегающие украинские сёла и либо выпрашивали у местных крестьян еду, либо пытались её заработать своим трудом.
В гетто по приказу румынских властей был создан юденрат, во главе которого стоял Иосиф Заславский. В него входили также Биленький, Исаак Грановский, Хаим Фишер и другие. В его задачу входила обязанность регистрации евреев и распределение их на работу. По распоряжению румынской жандармерии евреев отправляли на принудительные работы на железнодорожную станцию, на сахарную фабрику, на поля. Часть узников гетто была отправлена в Николаев на строительство мостов.
Внутри гетто в каждый дом было вселено по 4—5 семей, вынужденных жить в чрезвычайно стеснённых условиях без канализации, при полном отсутствии медицинской помощи и с большими проблемами с отоплением. В перенаселённом гетто свирепствовали голод, тиф и другие инфекционные заболевания, из-за чего скончалось около половины его обитателей. В гетто жило несколько местных и пригнанных из Румынии врачей, однако лекарств не было, и потому в нём лечились народными средствами. Основной пищей был картофель, тайком обменянный на вещи и другие ценности у местных крестьян. Ежедневно евреев гоняли на принудительные работы. Иногда община делила маленькие пайки продуктов, средства для приобретения которых поступали от евреев, оставшихся ещё в Румынии.
Несмотря на тяжёлые условия, дети в гетто учились. Старшие дети учили младших алфавиту, арифметике, разучивали стихи. Ребе по имени Пиня организовал хедер для 8—10-летних мальчиков. На территории гетто продолжали исполняться иудейские религиозные обряды. Все годы оккупации в гетто оставался и хасидский цадик — «чечельнике ребе».

## Сопротивление
В гетто была подпольная еврейская группа, которая имела связь с подпольщиками местечка и района, а также с партизанами. Его называли «партизанское еврейское звено». Группу возглавлял Исаак Грановский, его помощницей была Евгения Борода. Грановский по заданию представителя партизанского штаба М. Ф. Подгаецкого объединил разрозненные группы подпольщиков и активизировал их деятельность. В феврале 1943 года он организовал группу сопротивления в Чечельнике, в которую входило 22 человека. Осенью 1943 года, опасаясь ареста, И. Грановский ушёл в партизанский отряд.
Из гетто подпольщиками и партизанами стали: Фабрикант Михаил и Ефим, Галантер Фрида, Геренштейн Берта, Кишиневская Мина, Кравец Ефим, Тростянецкая Фира, Шнайдер Борис, Фабрикант Рива, Тительман Яков, Мизюк Фира, Шнайдерман Абрам, Гольдшмит Фира, Кобчик Евсей, Клинштейн Янкель, Файнштейн Рейзя и Борода Евгения>.

## Увековечивание памяти
17 марта 1944 года части Красной армии освободили Чечельник от немецких оккупантов. К этому времени в гетто проживало менее 500 человек.
Всего с июля 1941 года по март 1944 года в Чечельницком гетто были замучены и убиты, умерло от голода и болезней по мнению бывших узников гетто, от 1200 до 1500 евреев из местечка, ближайших деревень и пригнанных из Румынии.
Они похоронены в братской могиле на еврейском кладбище, которое находится в двух километрах от центра Чечельника.
В «Музее Катастрофы и героизма европейского еврейства» израильского города Нацрат-Илит собрана и оформлена рукописная книга воспоминаний 14 узников гетто.
В настоящее время[когда?] в Чечельни́ке — посёлке городского типа, центре Чечельницкого района Винницкой области Украины проживает одна еврейка.